# Ryszard Mańka (powstaniec śląski)

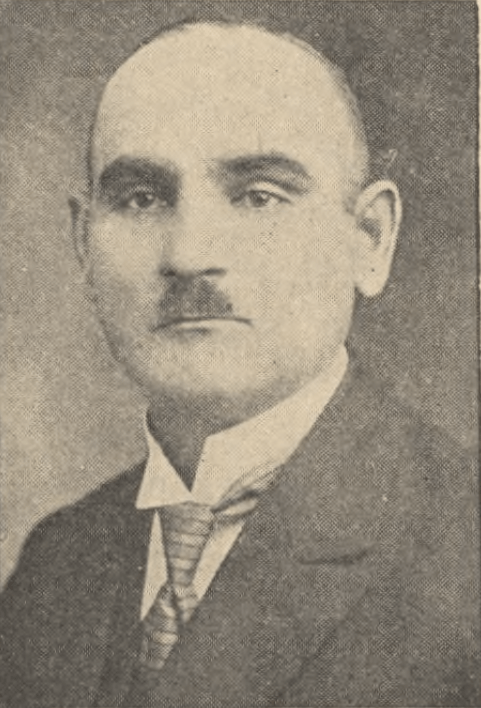
Ryszard Mańka

Ryszard Mańka (ur. 13 stycznia 1892 w Niwce, zm. prawdopodobnie w 1940) – oficer Wojska Polskiego, powstaniec i mysłowicki komendant w okresie powstań śląskich, członek POW.

## Lata dzieciństwa i I wojna światowa
W latach 1899–1906 uczęszczał do szkoły podstawowej w dzielnicy Sosnowca – Niwce, po jej ukończeniu zamieszkał w Mysłowicach, gdzie rozpoczął naukę w gimnazjum. Przez trzy lata uczył się zawodu ślusarza. W czasie I wojny światowej jako obywatel niemiecki, został powołany do wojska i wysłany na front. Po zakończeniu wojny, w styczniu 1919 roku, Mańka przystąpił do tworzenia Polskiej Organizacji Wojskowej dla okręgu mysłowickiego, w skład którego wchodziły miejscowości: Mysłowice, Janów Miejski, Słupna, Brzęczkowice, Brzezinka i Morgi. Powołane do życia przez Mańkę oddziały wojskowe stały się jedną z sił zbrojnych biorących udział w przyszłych powstaniach śląskich oraz organizujących liczne akcje dywersyjne.

## Powstania śląskie

### I powstanie śląskie
Ryszard Mańka pełnił funkcję dowódcy baonu w trzech powstaniach. Do ważniejszych akcji pod dowództwem Mańki zaliczyć można siedmiodniowe walki z oddziałem niemieckiej straży granicznej o Mysłowice w I powstaniu śląskim. Nie chcąc doprowadzić do stanu oblężenia Mysłowic wydał rozkaz o wycofaniu podległych mu grup bojowych wraz z rannymi i poległymi powstańcami. Oddziały przeniosły się do Modrzejowa, Niwki i Jęzora.

### II powstanie śląskie
Od lutego 1920 roku Mańka wznowił werbunek do oddziałów POW, przygotowywał mysłowicki baon do II powstania. Dowództwo w osobach Ryszarda Mańki, Bernarda Wały i Wincentego Terakowskiego otrzymało wsparcie od części załóg kopalnianych z Mysłowic, Nowej Przemszy i kopalń szopienickich. W odpowiedzi na przygotowania do odbicia kopalni w Mysłowicach, oddziały niemieckie ściągnęły z okolicznych posterunków Sipo posiłki, by wznowić miejscowy garnizon. 18 sierpnia wieczorem otrzymano rozkaz rozpoczęcia walk. 19 sierpnia powstańcy otoczyli Mysłowice zajmując okoliczne pagórki i hałdy. Powstańcy pod wodzą Ryszarda Mańki zaatakowali najpierw kopalnię, ale natarcie zostało zatrzymane seriami z broni maszynowej, co doprowadziło do odwrotu sił polskich. Powstańcy skierowali się do centrum miasta. Po kilku godzinach walk Mysłowice znalazły się w rękach powstańców, którzy rozpoczęli następnie ponowny atak na mysłowicką kopalnię, zakończony sukcesem. Tej samej nocy przyjechał do Mysłowic francuski pułkownik Blanchard, który przeprowadził rozmowy z komendantem powstańców Ryszardem Mańką, a koalicyjny komendant placu, Bartoli, powierzył mu komendę Straży Obywatelskiej (członkowie: Ryszard Mańka, Władysław Knapik, Mieczysław Knapik, Jan Ryszka, Ferdynand Słomka, Paweł Habrański, Oskar Szade i inni) utworzonej z członków Komitetu Samoobrony, który urzędował w języku polskim.
Polskie oddziały pod dowództwem Mańki utrzymywały w Mysłowicach swoją pozycję od 20 sierpnia do 4 października 1920 roku. Po zakończeniu walk Mańka zorganizował oddziały POW Kolejarzy i POW Policji Górnośląskiej. Ponadto utworzył w Mysłowicach sekcję Straży Obywatelskiej i Straży Kopalnianej, z których po zakończeniu III powstania uformowały się Warty Gminne.

### III powstanie śląskie
W chwili wybuchu III powstania śląskiego oddziały pod dowództwem Mańki przejęły w krótkim czasie kontrolę nad Mysłowicami, skąd oddelegowane do Katowic, uczestniczyły w zajęciu miasta. W czasie walk o Świętochłowice Mańka został ranny i musiał wycofać się z frontu. Jednak już po dwóch dniach przystąpił do formowania nowego baonu, który po krótkim przeszkoleniu został wysłany na pole bitwy w celu zasilenia 16 Pułku Piechoty „Rysia”.
Za swoje zasługi w organizowaniu oddziałów powstańczych oraz za udział w walkach o przynależność państwową Górnego Śląska Mańka mianowany został oficerem Wojska Polskiego. 14 listopada 1929 odznaczono go Srebrnym Krzyżem Zasługi. Po podziale Górnego Śląska w 1922 roku przez kilka lat służył w wojsku. Po przejściu do rezerwy zajął się kupiectwem.
Gdy we wrześniu 1939 roku wojska hitlerowskie wkroczyły do Mysłowic Mańka powrócił do rodzinnej Niwki. Donos do władz okupacyjnych spowodował aresztowanie Mańki, który miał następnie trafić do obozu koncentracyjnym w Sachsenhausen lub Dachau, gdzie zmarł prawdopodobnie około 30 maja 1940 roku.